# سعيد الصباح
سعيد أحمد الصَباح (1943 - 21 تشرين الثاني/نوفمبر 2022) كاتب وباحث وأديب وشاعِر لبناني من النبطية، له العديد من المؤلفات والأبحاث. وحاز جائزة جائزة سعيد فياض للإبداع الشعري" مناصفة مع شاعر آخر، وذلك عن مجموعته "كوكب الليل".

## سيرة
وُلـِد سعيد الصَبَّاح في النبطية (كبرى حواضر جبل عامل) في 27 أيلول 1943 ميلادي. والده أحمد (الملقب بـ«أبو النصر») بن إبراهيم بن مصطفى الصَبَّاح الذي حلَّ في النبطية التحتا – في منتصف القرن الثامن عشر – بعد تهجيره من قرية صَبَّاح. كان والده من وجهاء النبطية، وقد عمل في شركة حصر التبغ والتنباك (الريجي) من العام 1935 ولغاية 31 /12 / 1963، حيث بلغ السن القانونية لانتهاء خدمته ، وكانت له علاقات طيّبة مع وجوه من العلماء والساسة والشعراء وأهل الظرف في جبل عامل. وقد وافته المنية في 15 آب عام 1966 عن عمر يناهز الثمانين عاماً.
تلقى سعيد علومه الابتدائية في مدرسة الأميركان- النبطية من العام الدراسي 1952 -1953 إلى العام الدراسي 1956 -1957، حيث حصل على شهادة الدروس الابتدائية (السرتيفكا). كانت دراسته التكميلية في العام الدراسي 1957 -1958 في كلية الراعي الصالح، ومن العام الدراسي 1958 -1959 إلى العام الدراسي 1961 -1962 في ثانوية علي بن أبي طالب، التابعة لجمعية المقاصد الخيرية الإسلامية في بيروت؛ وقد حاز على شهادة الدروس الابتدائية العالية (البروفيه). استحق شهادة الدراسة الثانوية السورية- القسم الأدبي- لدورة عام 1963.
التحق سعيد بكلية الحقوق والعلوم السياسية- الجامعة اللبنانية؛ حيث درس الحقوق اعتباراً من العام الدراسي 1963 - 1964 ولغاية السنة الدراسية 1967 -1968 حيث حاز على الإجازة في الحقوق.
عمل في الصندوق الوطني للضمان الاجتماعي برتبة مفتش مؤسسات، من 1 /2 / 1971 ولغاية بلوغه السن القانونية في 27 /9 /2007.

## نشاطاته الاجتماعية والثقافية
منذ يفاعته شارك سعيد في النضالات القومية والوطنية والاجتماعية وثابر على الانخراط فيها، فانتسب في العام 1967 إلى جمعية نادي الشقيف - النبطية.
وكان عضوًا في المجلس الثقافي للبنان الجنوبي منذ سنة 1974، وساهم في تخليد ذكرى الـعـالِـم المخترع حسـن كامل الصَبَّاح منذ العام 1981. وهـو أحد مؤسسي جمعية «لجنة الصَبَّاح الوطنية»، الحائزة على العِلم والخبر رقم 299 /أ.د بتاريخ 15 / 12 / 1986؛ وأميناً لسِرها منذ 26 /3 /1987.
في العام 1983 أمسى عضواً في اتحاد الكتّاب اللبنانيين، وانتُخِب عضواً في هيئته الإدارية من 12/1989 إلى 12/1991؛ وفي الدورات الثلاث من 12/1993 ولغاية 12/1999 عضواً في الهيئة الإدارية؛ في الدورة الأولى تولى أمانة الشؤون المالية، وفي الثانية: أميناً عاماً للشؤون الداخلية، وفي الثالثة: أميناً للسر.
من مؤسسي الحركة الثقافية في لبنان عام 1985، وثابرمنذ أواخر العام 2012، على جمع كتاباته الموزعة بين العديد من الصحف والمجلات وأرشفتها، تمهيداً لنشرها في الموقع الإلكتروني الخاص به.

## أعماله
من مؤلفاته:
- حسن كامل الصَبَّاح: عالم من لبنان - الطبعة الأولى صادرة عن المؤسسة الجامعية للدراسات والنشر (مجد)، عام 1983، والطبعة الثانية مُنَقّحة صادرة عن دار آسيا، سنة 1985
- أصدقاء - صادر عن دار الـعـِلم للملايين عام 1995[9]
- خفقات قـلب «شِعر» - صادر عن دار الأشرف سنة 1999
- ضــوع الحنين - صادر عن دار الحكايات عام 2002 [10]
- طرائف نـبطانـية - صادر عن دار بلال [11]

- الوجيز في تاريخ الثورة السورية الكبرى - (1925 -1928) - غير منشور
- الإسـتحـقـاق الـرئـاسـي اللبناني - 1970 - غير منشور
- حسن كامـل الصــَبَّـاح: كتابـات مـختارة - صادر عن المؤسسة الجامعية للدراسات والنشر والتوزيع (مجد) - عام 1985 (إعداد)[12]

### مقالات
نشر منذ سبعينيات القرن الـ20 عشرات الدراسـات والأبـحاث والمقالات في السياسة والتاريخ والقانون والأدب وتراجم الأعلام والرثائيات في العديد من الصحف، منها: «السفير» و«النهار» و«الديار»؛ و«الأخبار» والـمجـلات، بينها: «الراية» و«العرفان»؛ فضلاً عن المقابلات المتعددة التي أجراها مع أعلام السياسة والثقافة، إضافة لمقابلات أُجريت معه.

## وصلات خارجية
- كتاب طرائف نبطانية
- الموقع الرسمي لسعيد الصّباح